# Уршак (Уфимський міський округ)
Урша́к (рос. Уршак, башк. Өршәк) — селище у складі Башкортостану, Росія. Входить до складу Уфимського міського округу, Кіровського району міста Уфа.
Населення — 57 осіб (2010, 80 у 2002).
Національний склад:
- росіяни — 50 %